# Cladiella ramosa
Cladiella ramosa is een zachte koraalsoort uit de familie Alcyoniidae. De koraalsoort komt uit het geslacht Cladiella. Cladiella ramosa werd in 1970 voor het eerst wetenschappelijk beschreven door Tixier-Durivault. 